# Rue Piron (Nantes)
Pour les articles homonymes, voir Rue Piron.
La rue Piron est une voie du centre-ville de Nantes, en France.

## Situation et accès
Située dans le centre-ville de Nantes, la rue Piron, qui relie la place Graslin à la rue de l'Héronnière, est une rue piétonne. Sur son côté ouest se trouve l'entrée est du cours Cambronne. La voie est divisée en deux segments. Au nord, un tronçon d'une quinzaine de mètres se trouve dans l'axe de la place et du théâtre Graslin, dans l'axe nord-sud ; le second segment forme un angle avec le précédent, et se dirige vers le sud-est.

## Origine du nom
La voie est dénommée en hommage à Alexis Piron (1689-1773), poète français.

## Historique
La voie est ouverte dans le cadre du projet d'aménagement, lancé en 1777, du quartier autour de la place créée sous l'impulsion de Jean-Joseph-Louis Graslin et la conduite des architectes Mathurin Crucy et Jean-Baptiste Ceineray. À l'emplacement de la rue Piron se trouvaient une chapelle et un bâtiment du couvent des Capucins qui se situait à l'emplacement de l'actuel cours Cambronne.